# چیکو فراگا
چیکو فراگا (پرتغالی: Chico Fraga؛ زادهٔ ۲ اکتبر ۱۹۵۴) بازیکن فوتبال اهل برزیل بود.
از باشگاه‌هایی که در آن بازی کرده‌است می‌توان به باشگاه فوتبال نائوچیکو، باشگاه ورزشی اینترناسیونال، باشگاه فوتبال فلومیننزه، و باشگاه فوتبال سائو پائولو اشاره کرد.
وی همچنین در تیم ملی فوتبال برزیل بازی کرده‌است.
وی در مسابقات بین‌المللی در مجموع برندهٔ ۱ مدال طلا شده‌است.